# أستريد دانيلسن
أستريد دانيلسن (بالنرويجية البوكمول: Astrid Danielsen)‏ هي دراجة نرويجية، ولدت في 1 نوفمبر 1968 في تروندهايم في النرويج.

## وصلات خارجية
- أستريد دانيلسن على موقع إحصائيات الدراجات الإحترافية (الإنجليزية)
- أستريد دانيلسن على موقع أوليمبيديا (الإنجليزية)